# Laposi-patak
A Laposi-patak a Zempléni-hegységben ered, Újharangod északnyugati határában, Borsod-Abaúj-Zemplén vármegyében, mintegy 150 méteres tengerszint feletti magasságban. A patak forrásától kezdve délkeleti irányban halad, majd Megyaszó déli részénél éri el a Harangod-patakot.

## Part menti települések
- Újharangod
- Megyaszó